# Werner Loibl
Werner Loibl (* 14. März 1943 in München; † 24. März 2014 in Gauting) war Leiter des Spessartmuseums in Lohr am Main und ein international anerkannter Forscher für barocke Glashütten und Spiegelmanufakturen in Deutschland.

## Leben
Nach dem Abitur studierte Werner Loibl an der Verwaltungs- und Wirtschaftsakademie in München Betriebswirtschaftslehre, ehe er bei der Landeshauptstadt München eine Verwaltungsausbildung absolvierte. Bis September 1972 war er dort vorwiegend in der EDV-Verwaltung als Programmierer tätig. Von Oktober 1972 bis April 1980 arbeitete er bei der Anstalt für Kommunale Datenverarbeitung in Bayern.
Seine eigentliche Leidenschaft galt aber von jeher der Geschichte. Schon als Schüler unternahm er Reisen zu kulturhistorischen Stätten in Europa. Sein herausragendes Gedächtnis half ihm dabei auch Kleinigkeiten abzuspeichern und detailgetreu abzurufen. Einen Namen machte er sich durch seine regelmäßigen Veröffentlichungen zu Themen der Geschichte Bayerns, vor allem zur Geschichte des Waldes und zu den Wittelsbacher Jagdschlössern um München

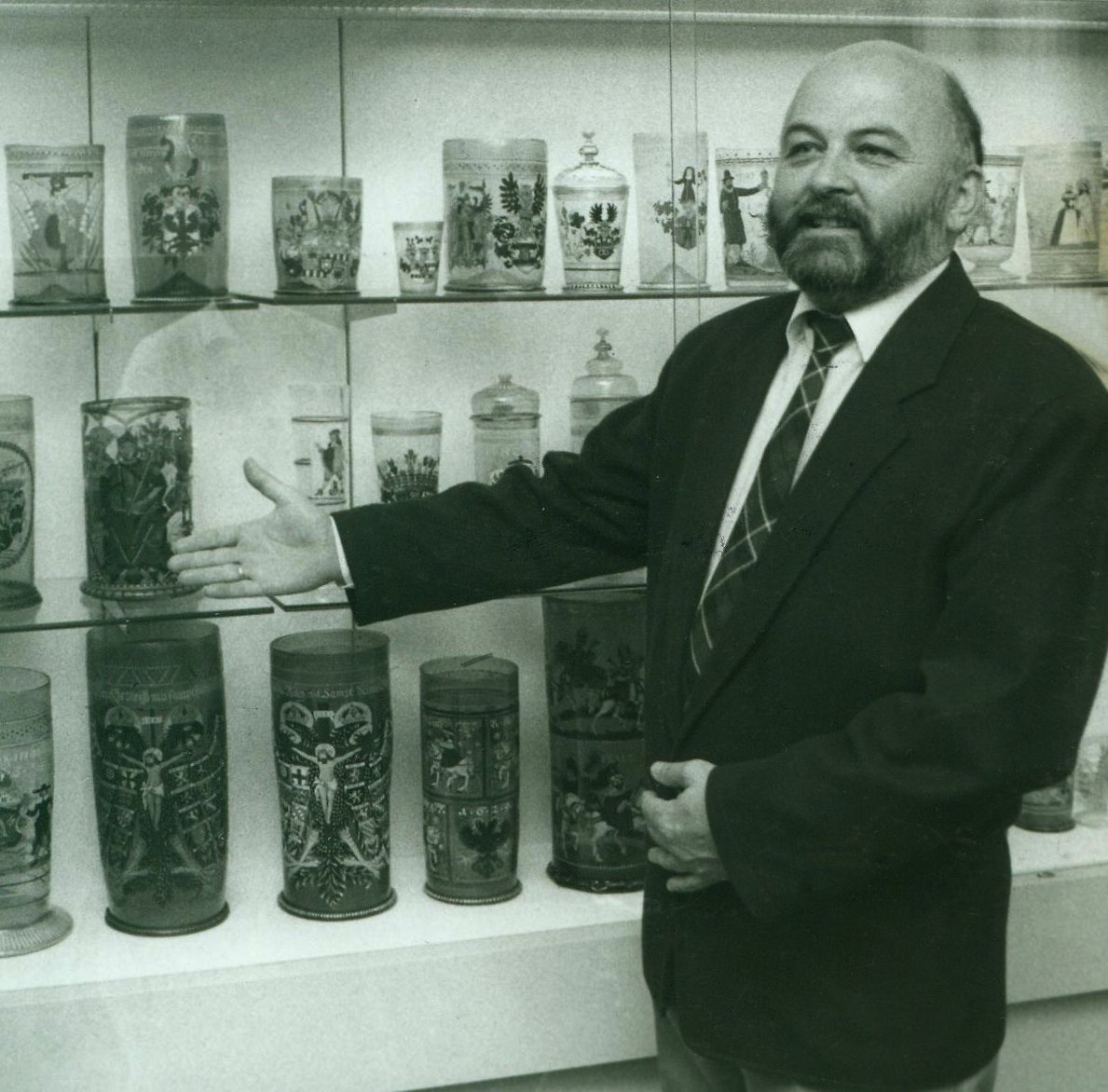
Werner Loibl, Leiter des Spessartmuseums

Im Mai 1980 wurde Werner Loibl vom Landrat für den Landkreis Main-Spessart, Erwin Ammann, in die Dienste des Landratsamtes übernommen und zum ersten hauptamtlichen Leiter des Spessartmuseums (gegr. 1936) in Lohr am Main ernannt. Durch eine moderne Museumskonzeption (Thema „Mensch und Wald“), durch Hinzunahme weiterer Räumlichkeiten für die große Anzahl der Sammlung „Lohrer Spiegel“ und u. a. durch die 1989 erworbene „Sammlung Dr. Walram Schiffmann“, eine der wertvollsten Sammlungen von Emailgläsern in Deutschland, hat er das Museum überregional bekannt gemacht und nachhaltig geprägt.
Außerdem setzte sich Werner Loibl dafür ein, dass der Spessart, frei von den gängigen Klischees Wald, Armut und Räuber, als Kulturlandschaft gesehen wird. Er gilt mit dieser Idee, zusammen mit dem Biologen Dieter Mollenhauer (†) und Forstdirektor Gerhard Kampfmann (†) als einer der Väter und Impulsgeber des 1994/1995 gegründeten landkreisübergreifenden Vereins Archäologisches Spessartprojekt (ASP) in Aschaffenburg, seit 2011 Institut an der Julius-Maximilians-Universität Würzburg.
Aus gesundheitlichen Gründen musste Werner Loibl 1994 die Leitung des Spessartmuseums aufgeben und in den vorzeitigen Ruhestand gehen. Er verlegte 1995 seinen Wohnsitz nach Gauting bei München und widmete sich fortan seinen Forschungen.

## Werk
Durch sein umfangreiches Lebenswerk zur barocken Glaserzeugung und -veredelung hat Loibl weit über die Grenzen Deutschlands hinaus Anerkennung gefunden.
Sein glasgeschichtliches Hauptwerk sind die 2012 erschienenen drei Bände über die kurmainzische Spiegelmanufaktur Lohr am Main (1698–1806) und die Nachfolgebetriebe im Spessart. Das Werk ist das Ergebnis einer fast dreißigjährigen Forschungs- und insbesondere Archivarbeit in ganz Europa, da die einschlägigen Mainzer Akten im Staatsarchiv Würzburg 1945 komplett verbrannt sind. Loibl beschreibt ein barockes Weltunternehmen in allen seinen Facetten, das auf die Herstellung höfischer Spiegel spezialisiert war und es in seiner Glanzzeit mit Venedig aufnehmen konnte. Das Werk Loibls ist zugleich ein Stück Wirtschaftsgeschichte des Erzstiftes Mainz.
Einen bleibenden Wert haben aber auch seine zahlreichen, oft ebenfalls umfangreichen, Schriften über Glashüttenstandorte des 17. und 18. Jahrhunderts im gesamten fränkisch-hessischen Raum und darüber hinaus. Sein Schwerpunkt lag dabei in der Flachglas- und Spiegelglasforschung einschließlich ihrer technischen und chemischen Grundlagen sowie ihrer oft schwierigen wirtschaftlichen Rahmenbedingungen in dieser Zeit des Absolutismus.
2013 hat Loibl schließlich ein ebenfalls umfangreiches Manuskript zu einem ganz anderen Thema abgeschlossen, an dem er fast 35 Jahre gearbeitet hat: die Biografie über Philipp Christoph von und zu Erthal (1689–1748). Dieser war langjähriger Mainzer Amtmann zu Lohr am Main (1719–1748) und neben vielem anderen Architekt aus Leidenschaft, was er aber aus Standesgründen nie offiziell sein durfte. Eines seiner Bauwerke ist der Erthaler Hof in Mainz. Auch wirkte er an den Plänen für die Erbauung der Würzburger Residenz mit. Seine Laufbahn krönte er als Sonderbotschafter und Konferenzminister des Erzstiftes Mainz zwischen 1740 und 1745. In diesen Jahren war der Mainzer Erzbischof als Reichserzkanzler durch die Vorbereitung von zwei Kaiserwahlen in den Wirren des österreichischen Erbfolgekrieges besonders gefordert und auf Vertrauenspersonen wie Philipp Christoph angewiesen. Seinen beiden Söhnen Franz Ludwig von Erthal (1730–1795) und Friedrich Karl Joseph von Erthal (1719–1802) ebnete er durch seine Stellung am Mainzer Hof den Weg zu deren späteren fürstbischöflichen Würden.

## Veröffentlichungen (Auswahl)
- Die kurfürstliche Spiegelmanufaktur Lohr am Main in der Zeit Lothar Franz von Schönborn (1698–1729). In: Claus Grimm (Hrsg.), Glück und Glas. Zur Kulturgeschichte des Spessartglases, Katalog zur Ausstellung 1984 in Lohr am Main (Veröffentlichungen zur Bayerischen Geschichte und Kultur, 2/84), München 1984, S. 257–288.
- Asche zu Glas. Die Flussmittel Asche, Pottasche und Soda in fränkischen Glashütten vom 17. bis zum 19. Jahrhundert (Schriften zur Glassammlung des Spessartmuseums, Nr. 2), Lohr am Main, 1996
- Johann Daniel Kraft (Wertheim 1624 – Amsterdam 1697). Ein Chemiker, Kameralist und Unternehmer des 17. Jahrhunderts. In: Wertheimer Jahrbuch (1997), S. 55–251.
- Manufakturen – riskante Unternehmen im kleinstaatlichen Merkantilismus. In: Peter Kolb, Ernst-Günter Krenig (Hrsg.): Unterfränkische Geschichte, Band 4/I, Würzburg 1998, S. 335–365.
- (Fabrik-)Schleichach. Die Geschichte der Glashütte im Steigerwald (1706–1869), Selbstverlag, Rauhenebrach 2006.
- Itineraries of Glass Innovation: Johann Rudolf Glauber and His Followers. In: Dedo von Kerssenbrock – Krosigk, Glass of the Alchemists. Lead Crystal – Gold Ruby, 1650–1750; Katalog Corning Museum of Glass, NY USA, 2008, S. 63–73.
- Die Spiegelmanufaktur in Würzburg. Ein Zweigbetrieb der Steigerwälder Glashütte in (Fabrik-)Schleichach. Schriften des Stadtarchivs Würzburg, Heft 18. Würzburg 2011. ISBN 978-3-87717-830-0.